# Steve Frey
Pour les articles homonymes, voir Frey.
Steven Francis Frey (né le 29 juillet 1963 à Meadowbrook, Pennsylvanie, États-Unis) est un ancien lanceur de relève gaucher de la Ligue majeure de baseball.

## Carrière
Steve Frey est réclamé par les Yankees de New York au 15e tour de sélection du repêchage de 1983. Joueur de ligues mineures, il est échangé deux fois avant d'atteindre le niveau majeur. D'abord des Yankees aux Mets de New York en décembre 1987, puis des Mets aux Expos de Montréal le 28 mars 1989. Les Expos cèdent le joueur de troisième but Tom O'Malley et le receveur Mark Bailey pour faire son acquisition.
Steve Frey fait ses débuts dans le baseball majeur avec Montréal le 10 mai 1989. En 1990, il lance 55 manches et deux tiers comme releveur des Expos. Sa moyenne de points mérités se chiffre cette saison-là à 2,10 et il remporte 8 victoires contre deux défaites en 51 matchs, en plus de réussir 9 sauvetages. Sa saison 1991 est beaucoup moins reluisante et sa moyenne de points mérités se chiffre à 4,99 en 39 manches et deux tiers.
Son contrat est racheté au printemps 1992 par les Angels de la Californie, à la suggestion de Buck Rodgers, son ancien gérant chez les Expos qui dirige alors les Angels. Sa seconde saison avec le club est sa meilleure : moyenne de points mérités de 2,98 en 48 manches et un tiers lancées, avec un sommet personnel de 13 sauvetages.
Le gaucher rejoint en 1994 les Giants de San Francisco sur un contrat de 1,85 million de dollars pour deux saisons, mais ne connaît pas les succès escomptés par sa nouvelle équipe. Il partage la saison 1995 entre trois équipes : les Giants, les Mariners de Seattle et les Phillies de Philadelphie. Il joue ses derniers matchs dans les majeures avec les Phillies en 1996.
En 314 matchs joués, tous comme lanceur de relève, dans les Ligues majeures, Steve Frey a maintenu une moyenne de points mérités de 3,76 en 304 manches lancées. Il compte 18 victoires, 15 défaites, 28 sauvetages et 157 retraits sur des prises.